# جيفيرسون أرز
جيفيرسون أرز (بالبرتغالية: Jefferson Souza Arroz‏) هو لاعب كرة قدم برازيلي في مركز الوسط، ولد في 17 أكتوبر 1988 في كويابا في البرازيل. لعب مع كييفو فيرونا.

## وصلات خارجية
- جيفيرسون أرز على موقع قاعدة بيانات كرة القدم.إي يو (الإنجليزية)
- جيفيرسون أرز على موقع Soccerway.com (الإنجليزية)